# Balistes polylepis
Balistes polylepis is een  straalvinnige vissensoort uit de familie van trekkervissen (Balistidae). De wetenschappelijke naam van de soort is voor het eerst geldig gepubliceerd in 1876 door Franz Steindachner.
De soort komt voor in de oostelijke Stille Oceaan, van het noorden van Californië tot centraal Chili. Ze is ook aangetroffen in de Hawaïaanse eilanden. De soort staat op de Rode Lijst van de IUCN als niet bedreigd, beoordelingsjaar 2008. Steindachner meldde dat de soort veelvuldig voorkwam in Bahía Magdalena (de baai van Magdalena) aan de noordwestkust van Mexico.